# بيتر بان ووندي
بيتر بان، أو الصبي الذي لن يكبر أو بيتر ويندي، هو عمل بواسطة (J. M barrie) في شكل مسرحية عام 1904 ورواية عام 1911.  يروي كلا الإصدارين قصة بيتر بان، وهو طفل صغير مؤذٍ ولكنه بريء يمكنه الطيران، ويمتلك العديد من المغامرات في جزيرة نيفرلاند التي تسكنها حوريات البحر والجنيات والأمريكيون الأصليون والقراصنة. تتضمن قصص بيتر بان أيضًا شخصيات ويندي دارلينج وشقيقيها جون ومايكل وجنية بيتر تينكر بيل والأولاد المفقودين وكابتن هوك. المسرحية والرواية مستوحاة من صداقة باري مع عائلة ليولين ديفيز. واصل باري مراجعة المسرحية لسنوات بعد ظهورها لأول مرة حتى نشر سيناريو المسرحية في عام 1928.
ظهرت المسرحية لأول مرة في مسرح دوق يورك في لندن في 27 ديسمبر 1904 مع نينا بوكيكو، ابنة الكاتب المسرحي ديون بوكيكو، في دور البطولة. وأنتجت العمل برودواي للإنتاج في عام 1905 من بطولة مود آدامز. جرى إحياء المسرحية مع ممثلات مثل مارلين ميلر وإيفا لو جاليان. تدل المسرحية منذ ذلك الحين على أنها تمثيلية، ومسرحية موسيقية، وفيلم تلفزيوني خاص، والعديد من الأفلام، بما في ذلك فيلم صامت عام 1924، وفيلم ديزني للرسوم المتحركة عام 1953، وإنتاج حي لعام 2003.  نادرًا ما تُعرض المسرحية في شكلها الأصلي على خشبة المسرح في المملكة المتحدة، في حين تُعرض أَعمال التمثيل الإيمائي في كثير من الأحيان حول عيد الميلاد. في الولايات المتحدة، حلّت النسخة الموسيقية الأصلية محل الشعبية أيضًا في عام 1950، والتي أصبحت شائعة على شاشات التلفزيون.
نُشرت الرواية لأول مرة في عام 1911 من قبل هودر وستوكتون في المملكة المتحدة، وأبناء Charles Scribner في الولايات المتحدة.  يحوي الكتاب الأصلي واجهة لـ 11 لوحة للفنان إف دي بيدفورد (والتي لا تزال رسومه التوضيحية مصانة بحقوق النشر في الاتحاد الأوروبي). اختُصرت الرواية لأول مرة بواسطة ماي بايرون في عام 1915، بإذن من باري، ونشرت تحت عنوان بيتر بان وويندي، وهي المرة الأولى التي استُخدِمَ فيها هذا النموذج. وضّح هذا الإصدار لاحقًا بواسطة مابل لوسي أتويل في عام 1921. في عام 1929، أعطى باري حقوق الطبع والنشر لأعمال بيتر بان إلى مستشفى جريت أورموند ستريت، وهي مستشفى للأطفال في لندن. ابتكر باري بيتر بان قصصًا رواها لأبناء صديقته سيلفيا ليوين ديفيز، التي أقام معها علاقة خاصة.  جاءت وفاة السيدة ليوين ديفيز بسبب مرض السرطان في غضون سنوات قليلة بعد وفاة زوجها، كان باري وصيًا مشاركًا على الأولاد، وتبناهم بشكل غير رسمي.
يأتي اسم الشخصية من مصدرين: بيتر ليويلين ديفيز، أحد الأولاد، وبان، الإله اليوناني المؤذي للأراضي الحرجية. اقترح أندرو بيركين أن الفصل 5 كان مصدر إلهامه شقيق باري الأكبر ديفيد،  الذي توفي في حادث تزلج في سن الرابعة عشرة ما أثر بشدة على والدتهما. ووفقًا لبيركين، فإن الوفاة كانت «كارثة لا يمكن تصديقها، وهي كارثة لن تتعافى منها أبدًا». استمدت مارجريت أوجيلفي [والدة باري وبطلة روايته التي تحمل العنوان نفسه عام 1896] قسطاً من الراحة من فكرة أن ديفيد عند احتضاره كان صبيًا، لذلك سيبقى صبيًا إلى الأبد.
ظهرت شخصية بيتر بان لأول مرة في مطبوعة عام 1902 في رواية The Little White Bird والمكتوبة للكبار في لندن تحديداً يوم 27 من شهر ديسمبر عام 1904 وحققت نجاحًا فوريًا.  في عام 1906، نُشرت فصول The Little White Bird التي ظهرت فيها شخصية بيتر باعتبارها كتاب Peter Pan in Kensington Gardens مع الرسوم التوضيحية لـ Arthur Rackham.
قام باري بعد ذلك بتكييف المسرحية في رواية 1911 بيتر وويندي، والتي غالبًا ما تُنشر الآن ببساطة باسم بيتر بان. المسودة الأصلية للمسرحية كانت بعنوان Anon: A Play.  تضمنت عناوين عمل باري لها الأب الأبيض العظيم وبيتر بان، أو الفتى الذي يكره الأمهات. لم يعجب المنتج تشارلز فروهمان العنوان الموجود على المخطوطة، رداً على ذلك ورد أن باري اقترح الصبي الذي لا يستطيع أن يكبر، اقترح فروهمان تغييره إلى «لن يكبر» وإسقاط «الأب الأبيض العظيم» كعنوان.
في نهاية فيلم Star Trek VI: The Undiscovered Country لعام 1991، حيث توشك USS Enterprise-A على الاستغناء عن الخدمة، يقتبس كيرك السطر: «النجمة الثانية إلى اليمين، ومستقيم حتى الصباح»، من فيلم ديزني (ليست القصة الأصلية).